# Tattoo militaire de Québec
Le Tattoo militaire de Québec  est un spectacle annuel du Festival international de musiques militaires de Québec. Depuis 2005, le Tattoo militaire de Québec est le théâtre de tableaux variés. L'événement regroupe les prestations de chacun des pays invités au FIMMQ. Les musiciens militaires y présentent des marches et des contremarches, l'interprétation d'airs populaires, des chorégraphies spectaculaires et une finale qui rassemble près de 1 200 musiciens. En 2008, à l'occasion du dixième anniversaire du Festival et des festivités du 400e anniversaire de Québec, c'est un total de 25 formations musicales et militaires qui ont pris part au Tattoo militaire de Québec. 

## Son origine en bref
Le premier Tattoo tenu à Québec fut en 1967 lors du 100e anniversaire de la Confédération canadienne. Il avait été organisé par l'Armée canadienne. L'origine du mot vient de l'expression hollandaise « taptoe » ou « tap-shut » qui signifiait le couvre-feu dans les auberges, le moment où les sentinelles militaires sillonnaient les quartiers de la ville pour annoncer le retour des militaires à leur base. 
Aujourd'hui, les « tattoos » sont de événements spectaculaires soutenus par des formations militaires en marche, regroupant des centaines de musiciens, incluant des concours d'habileté militaires, des démonstrations artistiques, des performances musicales et des chorégraphies de militaires. Notons parmi les plus grands « tattoos militaires » reconnus dans le monde, ceux d'Édimbourg en Écosse, d'Oslo en Norvège, de Stockholm en Suède et d'Hamina en Finlande.